# Plaza Música
Plaza Música, anteriormente AbreYa.cl, es una cadena argentina-chilena de disquerías, que además ofrecía música y películas. Fue fundada en 2013 en Chile y Argentina.

## Historia
En octubre de 2012, se creó el sello Plaza Independencia Música, tanto con el sello reediciones de CD, vinilo, DVD y Blu-Ray artistas como Inti-Illimani, Illapu, Los Tres, Camila Moreno, Benjamín Walker, María Colores y entre otros.
En 2014, se creó la primera planta de fábrica, Grupo Laser Disc en Chile.
En 2019 y 2020 se realizaron concursos en radios Futuro y Rock & Pop.
En septiembre de 2023, se inauguraron su tienda en el Mall Costanera Center en Providencia, debido a la remodelación de su reemplazo del stand.

## Locales

### Chile
Actualmente, Plaza Música tiene locales de todo Chile en Antofagasta, Calama, Copiapó, La Serena, Viña del Mar, Santiago (excepto Mall Costanera Center en Providencia, Alto Las Condes, MUT, Open Kennedy y Mall Sport en Las Condes, Mallplaza Tobalaba en Puente Alto, Portal La Reina y Mallplaza Egaña en La Reina, Mallplaza Vespucio en La Florida) y Mall Arauco Maipú en Maipú, Rancagua, Talca, Concepción, Talcahuano y Castro, próximamente los locales en Arica, Iquique, Valparaíso, Temuco, Valdivia, Osorno y Puerto Montt, la venta de CD, DVD y vinilo disponibles en los supermercados y tiendas Jumbo, Santa Isabel, Tottus y París.